# Pileru
Pileru là một thị trấn census town thuộc huyện Chittoor, bang Andhra Pradesh. It passes through a river and hence it got the name Pileru. In the local language Pilla Eru literally translates to A small water stream.